# Dendrophagus
Dendrophagus es un género de coleóptero de la familia Silvanidae.

## Especies
Las especies de este género son:
- Dendrophagus crenatus
- Dendrophagus cygnaei
- Dendrophagus longicornis